# Stopy Heuslera

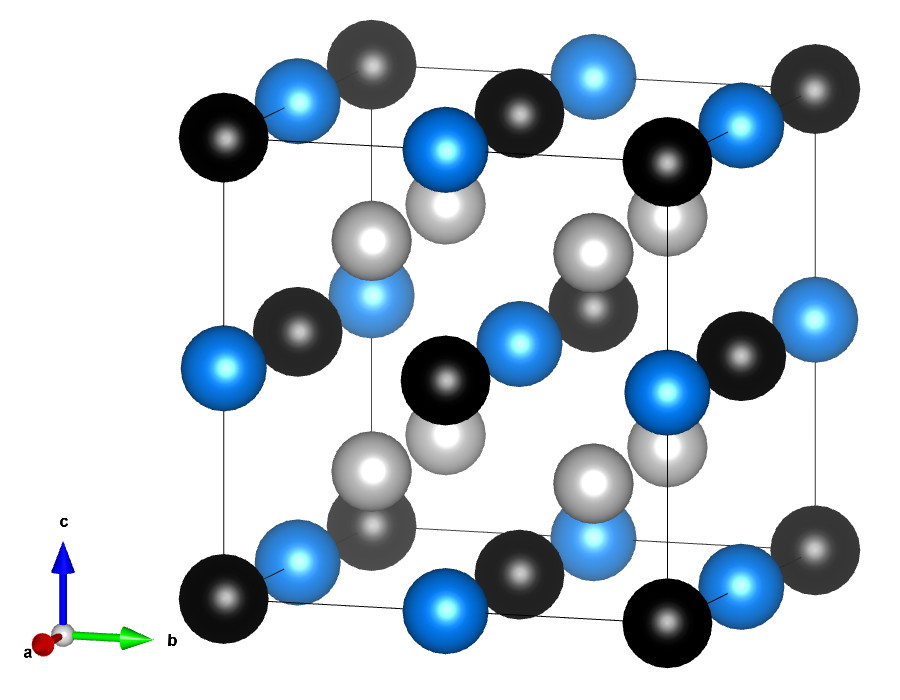
Komórka elementarna fazy Heuslera typu Cu_{2}MnAl

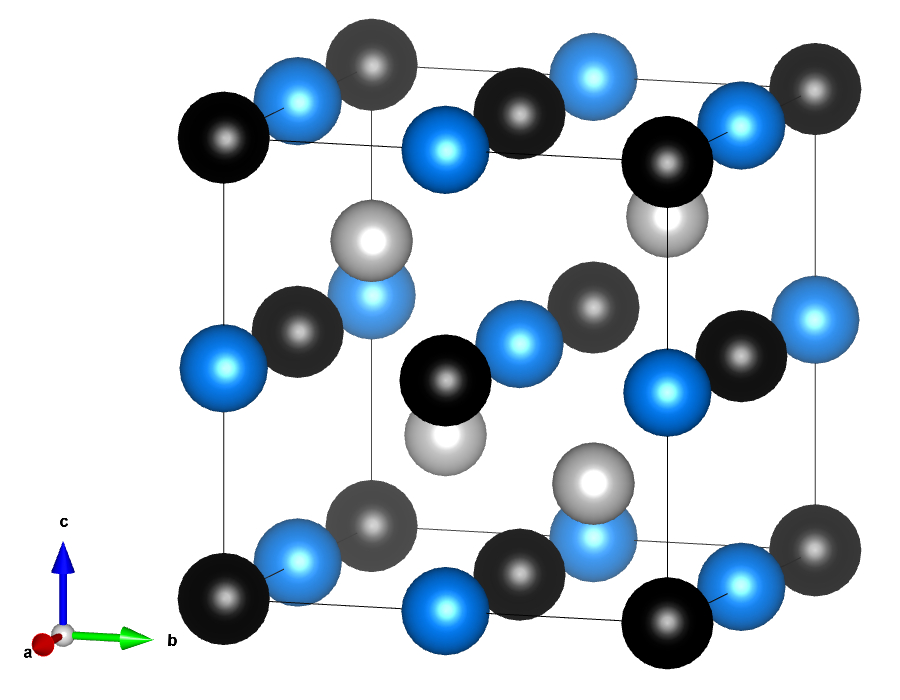
Komórka elementarna fazy Heuslera typu MgAgAs

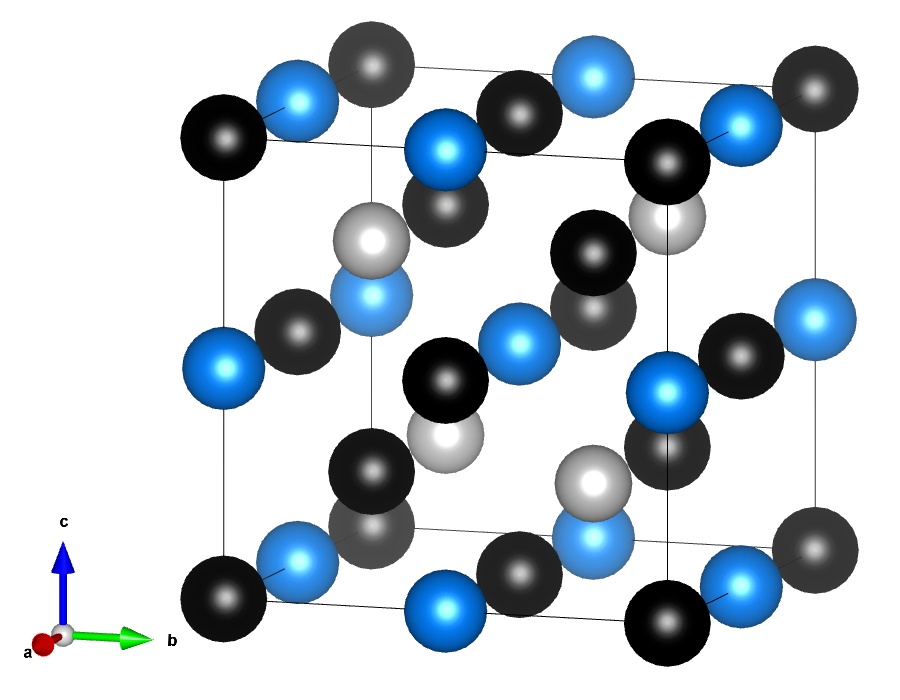
Komórka elementarna fazy Heuslera typu Hg_{2}CuTi

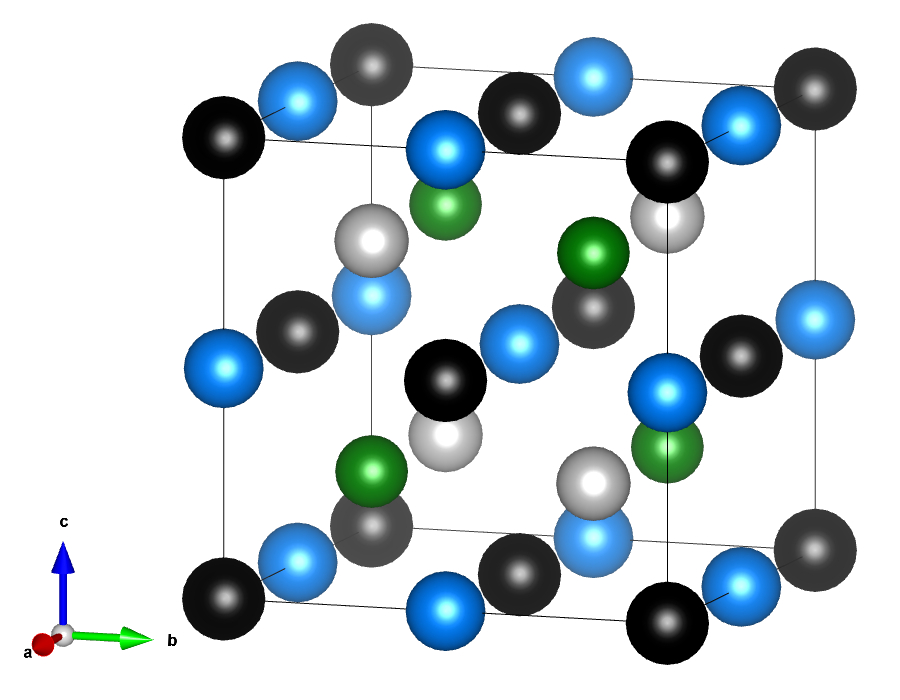
Komórka elementarna fazy Heuslera typu LiMgPdSn

Stopy Heuslera (fazy Heuslera) – grupa związków chemicznych i stopów o ogólnym wzorze X2YZ (gdzie X i Y to atomy z grupy pobocznej (metale przejściowe, ziemie rzadkie), a Z to atom z grupy głównej), krystalizujących w układzie regularnym ściennie centrowanym (fcc, grupa przestrzenna Fm3m, nr 225). Fazy Heuslera mają wiele interesujących właściwości fizycznych z aplikacyjnego punktu widzenia. Nazwa materiałów pochodzi od nazwiska niemieckiego uczonego Friedricha Heuslera (1866–1947), który opisał tego typu układy w 1903 roku.

## Typy/struktura
Wśród faz Heuslera można wyróżnić cztery różne podstruktury:
- tzw. cały Heusler (ang. full-Heusler) – struktura typu Cu2MnAl o stechiometrii 2:1:1 (X2YZ), grupa przestrzenna Fm3m, nr 225.
- tzw. pół-Heusler (ang. half-Heusler) – struktura typu MgAgAs o stechiometrii 1:1:1 (XYZ), grupa przestrzenna F43m, nr 216[3]. W tej fazie atomy znajdują się na pozycjach: X: 4a (0,0,0), Y: 4b (1/2,1/2,1/2), Z: 4c (1/4,1/4,1/4). Dla tej fazy reguły związane z ilością elektronów walencyjnych są inne. Np. właściwości półprzewodnikowe obserwuje się dla związków z 8 lub 18 elektronami walencyjnymi[4].
- tzw. odwrócony Heusler (ang. inverse Heusler) – struktura typu Hg2CuTi o stechiometrii 2:1:1 (X2YZ), grupa przestrzenna F43m, nr 216. W tej fazie atomy znajdują się na pozycjach: X: 4a (0,0,0) i 4d (3/4, 3/4, 3/4), Y: 4b (1/2,1/2,1/2), Z: 4c (1/4,1/4,1/4)[5].
- tzw. czteroskładnikowy Heusler (ang. quaternary Heusler) – struktura typu LiMgPdSn o stechiometrii 1:1:1:1 (XX′YZ), grupa przestrzenna F43m, nr 216. W tej strukturze atomy zajmują następujące pozycje: X: 4a(0,0,0), X': 4b(1/2,1/2,1/2), Y: 4c(1/4,1/4,1/4), Z: 4d(3/4, 3/4, 3/4)[6][7].

## Właściwości fizyczne
Cechą wspólną wszystkich faz Heuslera jest ich struktura krystalograficzna, którą można opisać jak cztery przenikające się sieci fcc. Atomy X znajdują się na pozycji 8c (1/4,1/4,1/4), atomy Y są w zlokalizowane na pozycji 4a (0,0,0), a atomy Z na 4b (1/2,1/2,1/2).
Właściwości fizyczne faz Heuslera zależą od składu chemicznego i od ilość elektronów walencyjnych przypadających na jednostkę formuły.
W zależności od składu chemicznego w fazach Heuslera można obserwować wiele różnych zjawisk i efektów fizycznych:
- ferromagnetyzm (np. Cu2MnAl[9]),
- ferrimagnetyzm (np. Mn2VAl[10]),
- antyferromagnetyzm (np. CuMnSb[11]),
- nadprzewodnictwo (np. Pd2HfAl), dla związków z 27 elektronami walencyjnymi[5],
- duży magnetoopór,
- półprzewodniki, dla związków z 24 elektronami walencyjnymi,
- pamięć kształtu (ang. shape memory alloys)[12],
- pół-metaliczne ferromagnetyki (ang. half-metallic ferromagnets),
- duży współczynnik termosiły (zjawisko termoelektryczne) (np. TiNiSn)[13],
- izolator topologiczny (np. LuPtSb[14]),
- efekt piezoelektryczny[15],
- duży efekt magnetokaloryczny w pobliżu temperatury pokojowej (np. Ni2MnGa[16]),
- dobre właściwości katalityczne[17].

Właściwości fizyczne stopów Heuslera można modyfikować poprzez zmianę składu chemicznego.

## Przykłady stopów Heuslera
Do faz Heuslera zalicza się ponad 1500 związków i stopów, np.:
- Cu2MnAl, Cu2MnIn, Cu2MnSn
- Ni2MnAl, Ni2MnIn, Ni2MnSn, Ni2MnSb, Ni2MnGa
- Co2MnAl, Co2MnSi, Co2MnGa, Co2MnGe, Co2NiGa
- Pd2MnAl, Pd2MnIn, Pd2MnSn, Pd2MnSb, Pd2ErSb, Pd2HoSb
- Co2FeSi, Co2FeAl, Co2FeGe
- Fe2VAl, Fe2MnGa
- Mn2VGa